# Mobina Nematzadeh
Mobina Nematzadeh (en persa: مبینا نعمت‌زاده‎; 17 de mayo de 2005) es una deportista iraní que compite en taekwondo.
Participó en los Juegos Olímpicos de París 2024, obteniendo una medalla de bronce en la categoría de –49 kg. Ganó una medalla de bronce en los Juegos Asiáticos de 2022 y una medalla de plata en el Campeonato Asiático de Taekwondo de 2022.

## Palmarés internacional
| Juegos Olímpicos    | Juegos Olímpicos          | Juegos Olímpicos  | Juegos Olímpicos |
| Año                 | Lugar                     | Medalla           | Categoría        |
| ------------------- | ------------------------- | ----------------- | ---------------- |
| 2024                | París (Francia)           | Medalla de bronce | –49 kg           |
| Juegos Asiáticos    |                           |                   |                  |
| Año                 | Lugar                     | Medalla           | Categoría        |
| 2022                | Hangzhou (China)          | Medalla de bronce | –49 kg           |
| Campeonato Asiático |                           |                   |                  |
| Año                 | Lugar                     | Medalla           | Categoría        |
| 2022                | Chuncheon (Corea del Sur) | Medalla de plata  | –49 kg           |